# Ханевал
Ханевал (خانیوال) — місто та столиця округу Ханевал у провінції Пенджаб у Пакистані. Це 36-е за чисельністю населення місто Пакистану. Ханевал названий на честь перших поселенців, які належали до касти «Даха» (підкаста Панвар Раджпут) і використовували «Хан» у своїх іменах. Так місто стало відоме як «хан-е-вал».
Район складається з чотирьох техсил, а саме:
- Ханевал Техсіль
- Міан Чанну Техсіль
- Кабірвала Техсіль
- Джаханіан Техсіль

Ханевал було виділено в окремий район у 1985 році, раніше це був техсіль району Мултан.  Район Ханевал був населений Заядат-ханом, прабатьком родини Даха.   Кажуть, що він був родом з Дхарвара, але потім переїхав до Бахавалпура. Випробувавши щастя в Бахавалпурі, він переїхав до Пак Паттана. Потім у 1820-х роках він переїхав до цього регіону після того, як отримав роботу в Dewan Sawan Mall. Як працівника, він був відповідальним за збір і платежі від Таламби, Камалії та Ладена. Він прославився в регіоні як хан, і тому ця область була названа Ханевала. Цю теорію також підтверджує стара книга під назвою Raesa e Punjab Page.  Згідно з цим документом, першою людиною, яка заселила цей регіон, був Сангар-хан.

## Географія
Історично земля, де зараз розташований Ханевал, спочатку була безплідною і називалася Гунджі Бар або Кабірвала Бар. Бар — це географічний термін, який використовується для опису височини на берегах річок. Спочатку ця територія була південним берегом річки Раві. У той час Раві текла зі сходу на захід міста Мултан. З плином часу річка постійно змінювала свою течію, річковий ґрунт перетворив цю ділянку землі на рослинну землю.

## Демографія
За переписом 1998 року населення району Ханевал становило 2 068 000 осіб. У економічному огляді 2005 року. кількість населення становила 2 376 000 із темпом зростання 2,4%. У 2015 році населення Ханевал ханевал оцінювалося в 2 941 000 осіб.
За даними перепису 1998 року, пенджабі є найпоширенішою першою мовою ханевала, на якій розмовляють 81 % населення. Урду була рідною для 7,8%, сарайки – для 5,8% і пушту – для 1,1%.  :21–22
Урду — це мова, якою говорять і розуміють усі. Основні племена та клани включають:  Ніазі-Афгани, Сеул, Дадуана, Камбох, Матьяна, Гуджар, Долтана, Саху, Раджпути (Рана), Раджпут Дудхі, Аван, Шейх, Джатт, Буча, Нікіана Сіал, Сіял, Арайн, Бхаті, Белуджі, Хохарс Майо Шалгі.

## Освіта в Ханевалі
Система освіти в Ханевалі сформульована відповідно до конкретних сучасних, релігійних, культурних, соціальних, психологічних, комерційних і наукових вимог. Поточний рівень грамотності ханевала становить 39,9%. Стандартна національна система освіти в основному натхненна британською системою. Система також спрямована на формування світського світогляду серед студентів з усвідомленням багатої культурної спадщини Пакистану. У Ханевалі є широкий вибір шкіл, коледжів і університетів, які обслуговують різноманітні потоки.
Система поділяється на п'ять рівнів: початковий (з першого по п'ятий класи); середній (6-8 класи); високий (дев'ятий і десятий класи, що ведуть до атестата про середню освіту); середній (одинадцятий і дванадцятий класи, що ведуть до атестата про повну середню освіту); та університетські програми, що ведуть до вищих і вчених ступенів.

## Видатні особи
- Мухаммад Хан Даха, (член Національної асамблеї Пакистану)
- Нішат Хан Даха (член Асамблеї провінції Пенджаб)
- Саїд Факхар Імам, вих. Спікер Національної асамблеї Пакистану
- Аршад Надім, олімпійський спортсмен (метання списа)[10]